# Tree and Leaf
Tree and Leaf est un livre de J. R. R. Tolkien publié en 1964.
Il réunit une version révisée de l'essai « Du conte de fées » (On Fairy-Stories) et le conte Feuille, de Niggle (Leaf, by Niggle), tous deux déjà été publiés auparavant, avec une introduction inédite de l'auteur.
Ce recueil n'a pas d'équivalent en français, mais les deux textes qu'il contient ont été traduits et publiés dans les recueils Faërie (1974) et Faërie et autres textes (2003).

## Rédaction et publication
« Du conte de fées » est issu d'une conférence donnée en 1939, retravaillée et publiée pour la première fois en 1947 dans Essays Presented to Charles Williams. La version de Tree and Leaf inclut de nombreuses modifications par rapport à celle de 1947. Le conte Feuille, de Niggle avait été publié dans The Dublin Review en 1945 ; il est repris avec quelques retouches mineures dans Tree and Leaf.
La couverture est un dessin de Tolkien lui-même, représentant un arbre. Le motif de l'arbre et de la feuille est présent dans les deux textes, et donne son titre au recueil.
Tree and Leaf est réédité en 1988 avec le poème « Mythopoeia ».